# Nizo
Nizo, für Niezoldi & Krämer, war ein im Jahr 1925 gegründeter Münchener Kamera-Hersteller. Gründer waren der Kaufmann Georg Niezoldi und der Techniker Georg Krämer.
Niezoldi & Krämer produzierten hochwertige Schmalfilm-Kameras, um 1930 im 8-, 9,5- und 16-mm-Format in Federwerk-Technik, wobei für die 16 mm-Cine-Modelle Meyer- und Steinheil-Objektive verwendet wurden. 1955 wurde der Exposomat 8 mit Rodenstock-Objektiv Ronar 1,9/12,5 mm gefertigt, 1958 der Exposomat 8T mit der Steinheil-Optik Culminon 1,9/13 mm. Nizo stellte 1932 auch schon Projektoren her, die sowohl 9,5- als auch 16-mm-Filme zeigen konnten.
Die Nizo-Kameras wurden in reiner Handarbeit hergestellt, 1934 etwa zehn pro Tag; das war auch in den 1950er Jahren noch der Fall, und mit der zu dieser Zeit nachlassenden Nachfrage drohte die Zahlungsunfähigkeit.

## Unter der Braun AG (1962–1980)

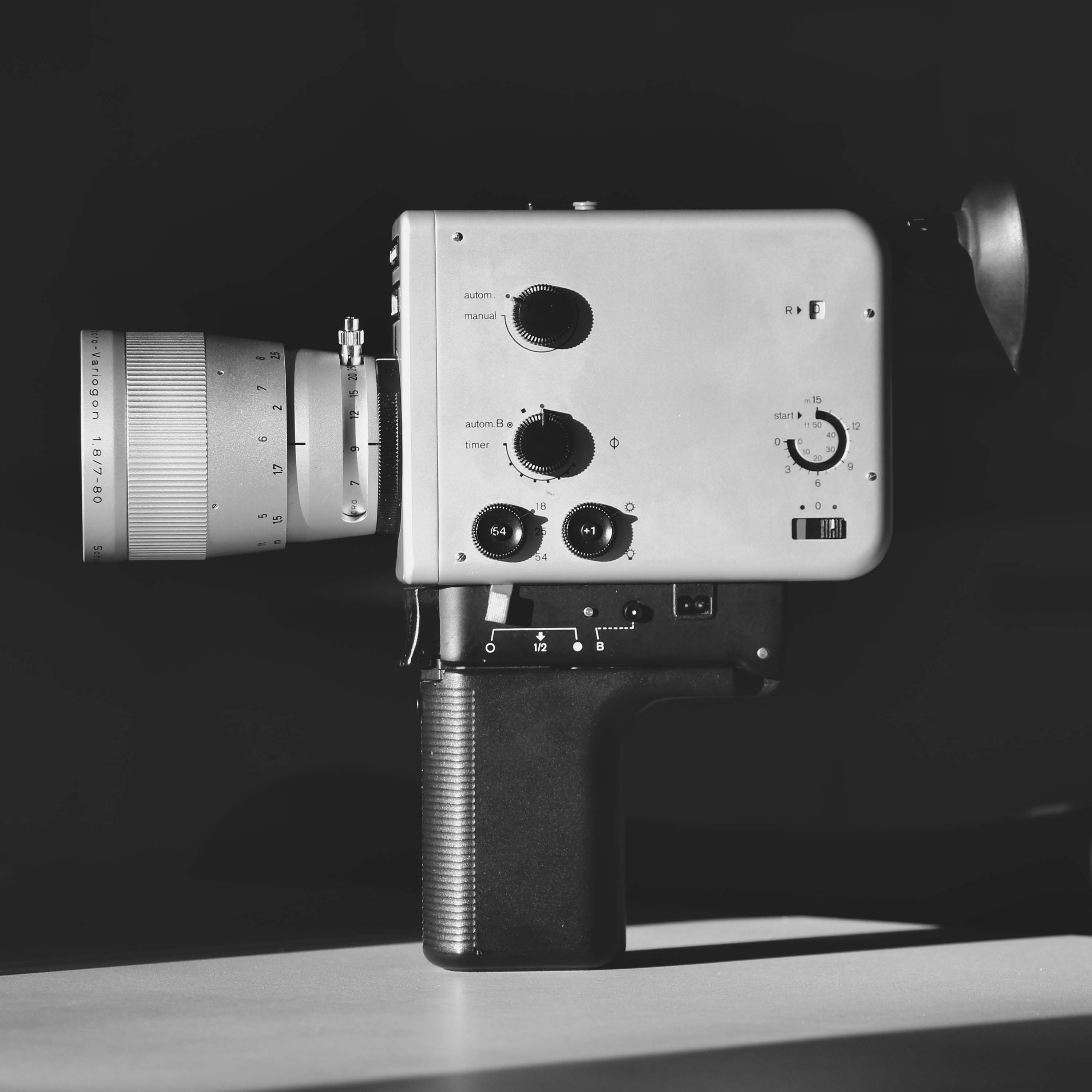
Super-8-Filmkamera
Modell Braun Nizo professional

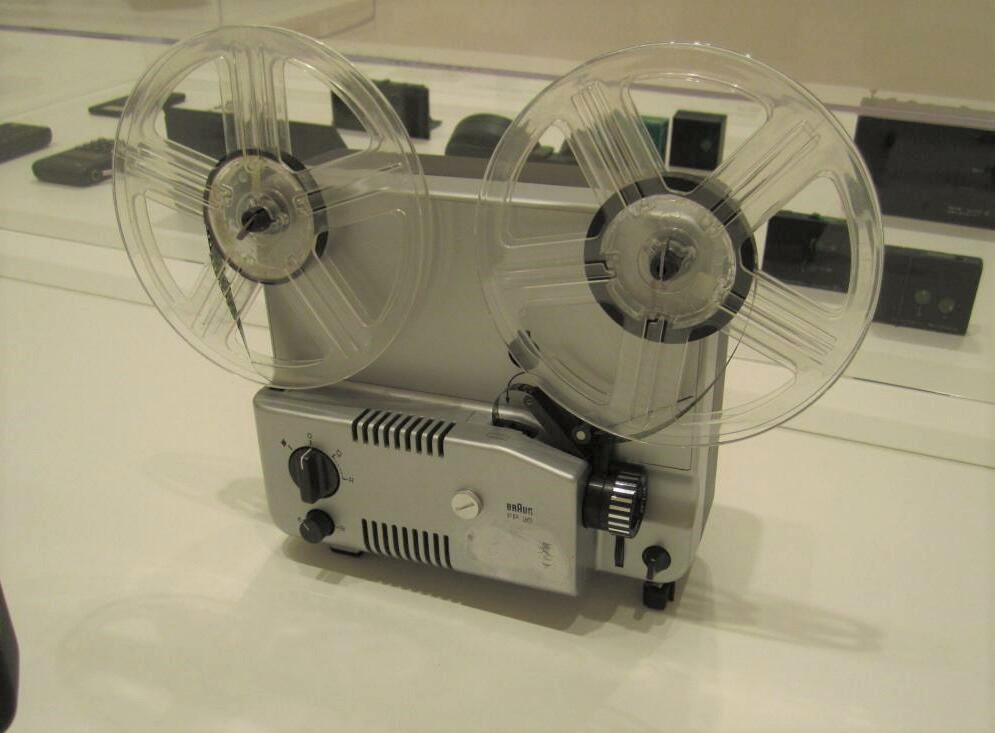
Braun FP 30, 1973

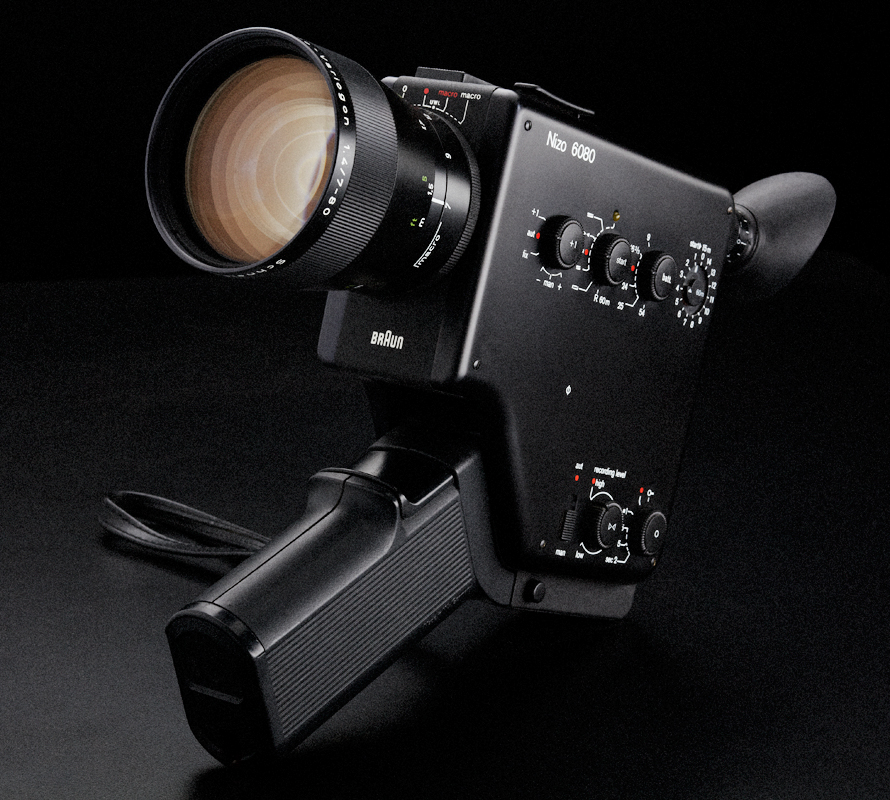
Super-8-Filmkamera
Modell Braun Nizo 6080, 1978

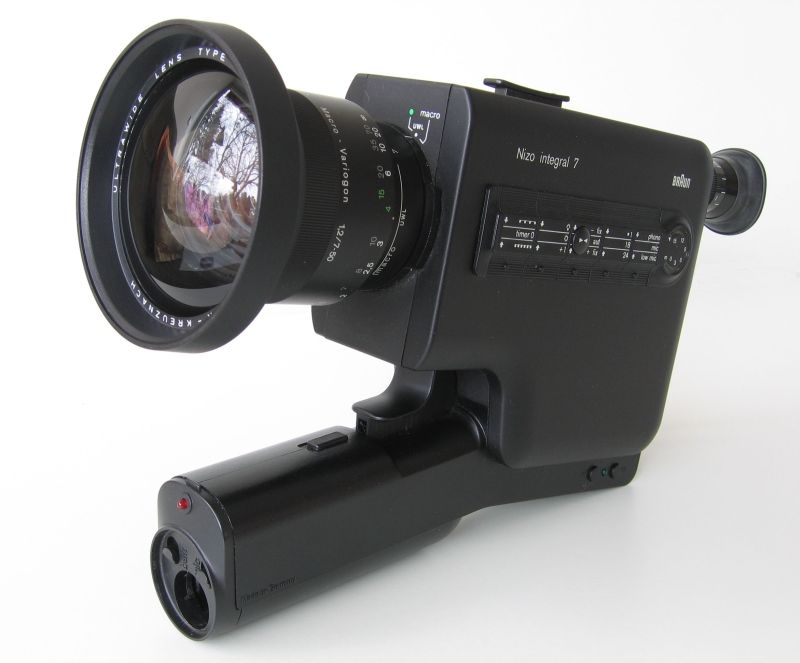
Super-8-Filmkamera
Modell Braun Integral 7, 1980

Die Braun AG stellte, wie auch andere Rundfunkgeräte-Hersteller Elektronenblitzgeräte her und bereits 1952 war das Modell Hobby erschienen. So lag es nahe, den ‚Bereich Fotogeräte‘ mit dem Kauf von Niezoldi & Krämer im Jahr 1962 auszudehnen. Somit wurde die Braun AG Hauptgesellschafter und die Niezoldi & Krämer GmbH als Tochtergesellschaft in die Braun-Gruppe eingebunden, wodurch die Marke Nizo erhalten blieb.
Das Designteam mit Dieter Rams als Chefdesigner, Richard Fischer und Robert Oberheim hatte durch die Übernahme auch die Gelegenheit, den Nizo-Kameras ein unverwechselbares Äußeres zu geben, was sich schon 1963 am Modell Nizo FA3, der letzten Federwerkkamera, bemerkbar macht. Auch ein Filmprojektor (FP 1) war von Robert Oberheim und Dieter Rams gestaltet worden. Die Markteinführung der 1965 von Kodak entwickelten Super-8-Filmkassette bestimmte die Entwicklung der Nizo-Filmkameras. Die lichtstarken Objektive stammten von Schneider Kreuznach. Die erste Super-8-Kamera war die S 8 in mattglänzendem eloxierten Aluminiumgehäuse; sie erhielt 1966 den Preis „Gute Form“ vom Rat der Formgebung in Frankfurt. 1966 wurden drei weitere Varianten der S 8 eingeführt; die S 8 E hatte kein elektrisch verstellbares Zoomobjektiv. Ab 1966 erzielte man zum ersten Mal durch die Super-8-Kameras einen Umsatzzuwachs. Dazugehörige Projektoren waren der FP 1 S  und der FP 3 S, den Oberheim gestaltet hatte. 1967 erschien für den Export die S 8 S. Das Nachfolgemodell S 80 ist im New Yorker Museum of Modern Art ausgestellt. Die 1970 vorgestellte S 800  hatte ein 11fach-Zoomobjektiv mit Lichtstärke 1,8.
Allerdings hatten die Nizo-Kameras, die nur in geringen Stückzahlen produziert wurden, lediglich im Segment der Super-8-Oberklasse einen nennenswerten Marktanteil. 1970 erschien auch die einfachere und damit günstigere S 30. Ebenso wurden die Super-8-Projektoren weiterentwickelt, so erschienen nach dem FP 5 im Jahr 1969 FP 7/8 und FP 30 1973 der FP 35 und der durch Verzicht auf Filmszenenwiederholung einfachere FP 35 spezial. Schon der FP 30 hatte ein Unterdruckkühlsystem, das nicht nur den Filmkanal und das Lampenhaus, sondern den ganzen Projektor einbezog. 1975 bot Braun-Nizo als Spitzenmodell die Nizo professional mit einem großen zwölffach-Zoom an, das auch makrofähig war; ihr Gewicht betrug 2 kg. Die Abdeckung aller denkbaren, lippensynchronen Vertonungsvarianten über fünf Schaltereinstellungen war ein Alleinstellungsmerkmal. Schon 1976 stagnierte der Super-8-Kamera-Markt, und es folgte ein Umsatzeinbruch.
1978 hatten die Nizo-Tonfilmkameras 3048 und 3056 zum ersten Mal auch das Braun-Logo. 1980 erschienen die letzten Nizo-Super-8-Kameras. Sie gehörten zur von Peter Schneider gestalteten Integral-Serie mit einem Kunststoffgehäuse  und zeichneten sich durch eine vollelektronische Steuerung aus. Ihre Objektive hatten aufgrund der hohen Lichtstärken von ƒ1,4 oder ƒ1,2 vergleichsweise große Durchmesser.

### Betrachtung der Kamerabezeichnungen
Eine Übersicht führt insgesamt 64 verschiedene Modelle auf, deren Produktionszeiträume von 1965 bis 1985 reichen, da nach 1982 noch Kameras im Lager waren. Sie haben unterschiedliche Bezeichnungen, ausgehend von S 8, S 1 über S 36, S 480 bis hin zu Modellnamen wie Nizo Professional (Typ: 800P) oder Nizo Spezial 136. Kameras mit Tonaufzeichnung wurden anfangs vierziffrig mit dem Zusatz „Sound“ (Nizo 2056 sound) versehen; die letzte Modellreihe Integral wurde nur mit Zahlen ergänzt, die den Multiplikator der kleinsten Brennweite des Zoomobjektivs angaben.

## Unter Bauer (1980–1982)
1980 wurden die Niezoldi & Krämer GmbH sowie die Braun-Blitzgeräteproduktion an die Eugen Bauer GmbH in Stuttgart verkauft, eine Tochtergesellschaft der Robert Bosch GmbH. Bosch-Bauer war Marktführer in Deutschland bei Super-8-Filmkameras und Filmprojektoren.
1982 wurde die Produktion eingestellt, das Werk in München geschlossen und rund 500 Mitarbeiter wurden entlassen.